# Playa de Alcolea
Alcolea es una playa situada entre la punta de Alcolea y la explanada de Arbe en el municipio guipuzcoano de Motrico, País Vasco (España).
En esta playa se practica surf y submarinismo.
En esta playa se hace nudismo.